# Fingers (Comic)
Fingers (französischer Originaltitel: Fingers) ist ein Comic-Band aus der Lucky-Luke-Reihe, der von Morris illustriert und von Lo Hartog van Banda getextet wurde. Er erschien erstmals 1983 als Band 52 beim Verlag Dargaud und im selben Jahr in der Zeitschrift VSD.
Für die Lucky-Luke-Zeichentrickserie wurde der Band 1991 verfilmt.

## Inhalt
Ein Fremder namens Fingers bittet vor einem Staatsgefängnis in Texas in der Absicht, eine Nacht in diesem Ein-Stern-Hotel zu verbringen, die Wärter um Einlass. Diese sperren ihn in eine Zelle zu den Daltons. Fingers hat den Wärtern jedoch die Zellenschlüssel gestohlen und so können er und die Daltons entfliehen, woraufhin sie die Banken in der Gegend überfallen. Lucky Luke folgt ihrer deutlichen Spur, bis er sie schließlich stellen kann. Er erkennt aber, dass der Kleptomane Fingers kein richtiger Bandit ist, und möchte deshalb beim Gouverneur ein Gnadengesuch für ihn einreichen. Als Fingers jedoch das Medaillon der Ehefrau des Gouverneurs stiehlt, überträgt der Gouverneur Lucky Luke die Verantwortung für seine Taten. Damit Fingers nichts mehr stehlen kann, beschließt Lucky Luke nun, mit Fingers in die Wüste zu gehen, wo sie allerdings von Indianern gefangen genommen werden. Dank Fingers’ Entfesselungskünsten und der Eingriffe des Pferds Jolly Jumper können sie jedoch fliehen und in die nächste Stadt entkommen, deren Bürger aufgrund der zurzeit angriffslustigen Indianer beschließen, ihr Gold auf der Bank zu deponieren. In der Nacht wird von einem Verbrecher die Bank überfallen, allerdings entwendet Fingers ihm die Beute sogleich und flieht in die Wüste, wo Lucky Luke ihn jedoch stellt und anschließend vor Gericht bringt. Schließlich schafft Fingers durch seine Argumente es so weit, dass Lucky Luke schuldig gesprochen und zu einer kurzen Haftstrafe verurteilt wird. Fingers erwirkt weiters eine Begnadigung vom Gouverneur, sodass Luke die Haft erspart bleibt. Kurz darauf wird die Stadt von den Indianern angegriffen, die verlangen, dass ihnen Lucky Luke ausgeliefert werden soll. Dieser stellt sich, macht aber den Indianern ein Angebot: Wenn er es schafft, es durch seine „Zauberkünste“  regnen zu lassen, müssen sie friedlich weiterziehen. Dank eines mit Fingers einstudierten Zaubertricks gewinnt er die Wette und soll nun von den Bürgern der Stadt geehrt werden. Er lehnt dies jedoch ab und meint, dass Fingers lieber geehrt werden sollte, woraufhin die Frauen der Stadt Fingers ehren.

## Ausgabe
- Fingers. Lucky Luke. Bd. 41. Autoren Maurice de Bevere, Lo Hartog Van Banda. Übers. Gudrun Penndorf. ISBN 4-192044-505958[1]